# Vătava
Vătava é uma comuna romena localizada no distrito de Mureș, na região histórica da Transilvânia. A comuna possui uma área de 169.42 km² e sua população era de 2027 habitantes segundo o censo de 2007.